# Werewere Liking
Werewere Liking (sinh năm 1950, ở Cameroon) là một nhà văn, nhà viết kịch và nghệ sĩ biểu diễn ở Abidjan, Côte d'Ivoire. Bà thành lập đoàn kịch Ki-Yi Mbock vào năm 1980 và thành lập làng Ki-Yi vào năm 1985 để giáo dục nghệ thuật cho giới trẻ.
Cuốn tiểu thuyết Elle sera de jaspe et de corail của cô là một cuốn tiểu thuyết được kể lại bởi một misovire (một người hậu giới tính) khi viết một tạp chí về chín chủ đề.
Bà đã nhận được giải thưởng Prince Claus năm 2000 vì những đóng góp của mình cho văn hóa và xã hội, và giải thưởng Noma năm 2005 cho cuốn sách La mémoire amputée.

## Viết
Sách và vở kịch của cô bao gồm:
- La mémoire amputée, Nouvelles Phiên bản Ivoiriennes (2004), ISBN 2-84487-236-0
- Elle sera de jaspe et de corail, Phiên bản L'Harmattan (1983), ISBN 2-85802-329-8 - dịch Marjolijn De Jager, Nó sẽ là của jasper và san hô; và, Tình yêu xuyên suốt một trăm cuộc đời (hai cuốn tiểu thuyết), Nhà xuất bản Đại học Virginia (2000), ISBN 0-8139-1942-8
- La puashing de Um (1979) và Une nouvelle terre (1980) - trans. Jeanne Dingome, Nhà hát nghi lễ châu Phi: Sức mạnh của Um và một trái đất mới, quán rượu học giả quốc tế. (1997), ISBN 1-57309-066-2